# Pinon (Aisne)
Pinon és un municipi francès situat al departament de l'Aisne i a la regió dels Alts de França. L'any 2007 tenia 1.734 habitants.

## Demografia

### Població
El 2007 la població de fet de Pinon era de 1.734 persones. Hi havia 684 famílies de les quals 182 eren unipersonals (79 homes vivint sols i 103 dones vivint soles), 207 parelles sense fills, 238 parelles amb fills i 57 famílies monoparentals amb fills.
La població ha evolucionat segons el següent gràfic:
Habitants censats

### Habitatges
El 2007 hi havia 734 habitatges, 696 eren l'habitatge principal de la família, 17 eren segones residències i 20 estaven desocupats. 589 eren cases i 141 eren apartaments. Dels 696 habitatges principals, 463 estaven ocupats pels seus propietaris, 218 estaven llogats i ocupats pels llogaters i 16 estaven cedits a títol gratuït; 14 tenien una cambra, 42 en tenien dues, 122 en tenien tres, 254 en tenien quatre i 264 en tenien cinc o més. 471 habitatges disposaven pel capbaix d'una plaça de pàrquing. A 358 habitatges hi havia un automòbil i a 224 n'hi havia dos o més.

### Piràmide de població
La piràmide de població per edats i sexe el 2009 era:
| Homes | Edats   | Dones |
| ----- | ------- | ----- |
| 0     | 95 o +  | 0     |
| 0     | 90 a 94 | 0     |
| 4     | 85 a 89 | 8     |
| 8     | 80 a 84 | 8     |
| 24    | 75 a 79 | 40    |
| 44    | 70 a 74 | 68    |
| 32    | 65 a 69 | 60    |
| 48    | 60 a 64 | 44    |
| 48    | 55 a 59 | 20    |
| 40    | 50 a 54 | 64    |
| 48    | 45 a 49 | 60    |
| 56    | 40 a 44 | 44    |
| 88    | 35 a 39 | 68    |
| 64    | 30 a 34 | 60    |
| 28    | 25 a 29 | 56    |
| 60    | 20 a 24 | 56    |
| 57    | 15 a 19 | 68    |
| 48    | 10 a 14 | 60    |
| 52    | 5 a 9   | 56    |
| 60    | 0 a 4   | 36    |

## Economia
El 2007 la població en edat de treballar era de 1.070 persones, 739 eren actives i 331 eren inactives. De les 739 persones actives 630 estaven ocupades (356 homes i 274 dones) i 110 estaven aturades (58 homes i 52 dones). De les 331 persones inactives 83 estaven jubilades, 100 estaven estudiant i 148 estaven classificades com a «altres inactius».

### Ingressos
El 2009 a Pinon hi havia 716 unitats fiscals que integraven 1.744,5 persones, la mediana anual d'ingressos fiscals per persona era de 15.733 €.

### Activitats econòmiques
Dels 54 establiments que hi havia el 2007, 2 eren d'empreses extractives, 1 d'una empresa alimentària, 4 d'empreses de fabricació d'altres productes industrials, 10 d'empreses de construcció, 11 d'empreses de comerç i reparació d'automòbils, 3 d'empreses de transport, 4 d'empreses d'hostatgeria i restauració, 1 d'una empresa immobiliària, 4 d'empreses de serveis, 7 d'entitats de l'administració pública i 7 d'empreses classificades com a «altres activitats de serveis».
Dels 17 establiments de servei als particulars que hi havia el 2009, 1 era una oficina de correu, 1 funerària, 2 tallers de reparació d'automòbils i de material agrícola, 1 taller d'inspecció tècnica de vehicles, 3 fusteries, 2 lampisteries, 2 electricistes, 1 empresa de construcció, 2 perruqueries i 2 restaurants.
Dels 5 establiments comercials que hi havia el 2009, 1 era un hipermercat, 1 una gran superfície de material de bricolatge i 3 floristeries.
L'any 2000 a Pinon hi havia 4 explotacions agrícoles.

## Equipaments sanitaris i escolars
L'únic equipament sanitari que hi havia el 2009 era una farmàcia.
El 2009 hi havia 1 escola maternal i 1 escola elemental.

## Poblacions més properes
El següent diagrama mostra les poblacions més properes.